# Krokeide
Krokeidet este o localitate din comuna Bergen, provincia Hordaland, Norvegia, cu o suprafață de 0,49 km² și o populație de 371 locuitori (2013).